# Liste der Venuskrater/V
| Name          | Position          | ⌀       | Benannt nach                                                                                        |
| ------------- | ----------------- | ------- | --------------------------------------------------------------------------------------------------- |
| Vacarescu     | 63° S, 160,2° W   | 31,5 km | Hélène Vacaresco (1864–1947), rumänische Schriftstellerin                                           |
| Vaka          | 41,4° S, 8,9° O   | 11,8 km | bulgarischer Vorname                                                                                |
| Valadon       | 49° S, 167,7° O   | 25,2 km | Suzanne Valadon (1865–1938), französische Malerin                                                   |
| Valborg       | 75,5° N, 87,9° W  | 20 km   | dänischer Vorname                                                                                   |
| Valentina     | 46,4° N, 144,1° O | 24,6 km | lateinischer Vorname                                                                                |
| Valerie       | 6,4° S, 30,9° O   | 13,6 km | französischer Vorname                                                                               |
| Vallija       | 26,3° N, 120° O   | 15,2 km | lettischer Vorname                                                                                  |
| Vanessa       | 6° S, 1,9° O      | 10 km   | griechischer Vorname                                                                                |
| Vard          | 17,5° N, 45,5° W  | 6,1 km  | armenischer Vorname                                                                                 |
| Varya         | 2,8° N, 148,2° W  | 14,3 km | russischer Vorname                                                                                  |
| Vashti        | 6,8° S, 43,7° O   | 17 km   | persischer Vorname                                                                                  |
| Vasilutsa     | 16,5° N, 25,6° W  | 5,7 km  | moldauischer Vorname                                                                                |
| Vassi         | 34,4° N, 13,5° W  | 8,5 km  | karelischer Vorname                                                                                 |
| Veriko        | 20,4° N, 9,9° W   | 5,2 km  | georgischer Vorname                                                                                 |
| Veronica      | 38,1° S, 124,6° O | 17,9 km | lateinischer Vorname                                                                                |
| Vesna         | 60,3° S, 139,5° W | 14,9 km | slawischer Vorname                                                                                  |
| Veta          | 42,6° N, 10,5° W  | 6,4 km  | rumänischer Vorname                                                                                 |
| Vigée-Lebrun  | 17,3° N, 141,4° O | 57,8 km | Élisabeth Vigée-Lebrun (1755–1842), französische Malerin                                            |
| Viola         | 36,1° S, 119,5° W | 10 km   | englischer Vorname                                                                                  |
| Virga         | 26,9° S, 7,7° O   | 10,3 km | litauischer Vorname                                                                                 |
| Virginia      | 52,9° S, 174,1° W | 18,5 km | lateinischer Vorname                                                                                |
| Virve         | 5,1° S, 13,1° W   | 18 km   | estnischer Vorname                                                                                  |
| Vlasta        | 28,4° N, 109,9° W | 10,7 km | tschechischer Vorname                                                                               |
| Volkova       | 75,2° N, 117,8° W | 47,5 km | Anna Fjodorowna Wolkowa (1800–1876), russische Chemikerin                                           |
| Volyana       | 60,6° N, 0,1° W   | 5,3 km  | Vorname der Roma                                                                                    |
| von Paradis   | 32,2° S, 45,1° W  | 37,5 km | Maria Theresia (von) Paradis (1759–1824), österreichische Pianistin                                 |
| von Schuurman | 5° S, 169° W      | 29,1 km | Anna Maria von Schürmann (1607–1678), niederländisch-deutsche Universalgelehrte                     |
| Von Siebold   | 52° S, 36,6° O    | 32,4 km | Josepha von Siebold (1771–1849), deutsche Geburtshelferin und erste deutsche Ehrendoktorin          |
| von Suttner   | 10,6° S, 125,1° W | 24 km   | Bertha von Suttner (1843–1914), österreichische Pazifistin, Friedensforscherin und Schriftstellerin |
| Voynich       | 35,4° N, 56,1° O  | 48,7 km | Ethel Lilian Voynich (1864–1960), englische Schriftstellerin                                        |